# Gordon Moakes
Gordon Peter Moakes, nació el 22 de junio de 1976 en Milton Keynes una  ciudad al sureste de Inglaterra. Es más conocido por haber sido el bajista original y segunda voz del grupo inglés Bloc Party. Él estudió en la Escuela Ousedale en Newport Pagnell, Milton Keynes. Durante la Universidad compuso algunas canciones y escribió un fanzine llamado "Conform or Die" (Conformarse o Morir)

## Antes de Bloc Party
La familia Moakes no es particularmente una familia dedicada a la música pero el pequeño Gordy fue el primero de los Moakes que decidió aprender música, y empezó aprendiendo a tocar la trompeta, en la banda de su escuela buscaban un trompetista y Gordy audicionó pero fue rechazado, él continuó con sus estudios. La música era el gran sueño de Gordy y durante su adolescencia quería tocar en una banda de rock que ensayaba cerca de su casa y como su hermano sabía tocar el bajo, le pidió que le enseñara, pero su hermano se encontró con una gran dificultad el pequeño Gordy era zurdo y el bajo de su hermano era para una persona diestra y como la familia Moakes no era una familia muy adinerada no contaban con los suficientes recursos para poder comprar un bajo para zurdos, así que Gordy decidió aprender como una persona diestra. Durante la universidad estuvo estudiando Diseño Gráfico y realizaba pequeños trabajos de arte a la Universidad de Bath Spa, pero el aun así tenía ese deseo de hacer y tocar música.

## Durante Bloc Party
Unos meses más tarde, Gordy estuvo buscando donde podría tocar y decidió salir de Milton Keynes, hacia Londres. En Londres vio una publicación de la NME y se encontró con un anuncio en el que buscaban un bajista con Influencias: Sonic Youth, Joy Division, Pixies, DJ Shadow. Gordy sabía que no era "Rock Normal" y decidió probar suerte, contactó con Kele y Russell donde realizó una prueba y fue así como Kele, Russell y Gordy formaron la primera parte de lo que llegaría a ser Bloc Party en el 2002. De esa forma Gordy y Kele empezaron a componer pequeñas canciones como "Diet" y "Life of the Party".
Musicalmente hablando el toca con creatividad al inicio de canciones como: "Like Eating Glass", "Banquet" y "Hunting for Witches", donde a menudo empieza con un pequeño y atractivo juego de trastes en los primeros versos y es en los últimos versos donde imprime más trabajo a su bajeo. En "A Weekend in the City", Gordy añade nuevos instrumentos. En "Sunday" incluye una batería más, y usó el gockenspiel en "Waiting for the 7.18" y "SRXT", y utiliza el Korg Sintetizador en "Flux", canción que fue lanzada como sencillo de "A Weekend in the City" y Track Extra en la Versión Americana de "Intimacy". En "Intimacy", última Producción de Bloc Party hasta el momento; también Gordy se caracteriza por utilizar nuevos instrumentos, donde también esta el Korg Sintetizador en canciones como "Mercury", "Zephyrus", "Ion Square", "Your Visits are Getting Shorter" y "One More Chance", esta última fue una canción lanzada como Sencillo, que llevará ese mismo nombre en agosto de 2010; también vuelve a utilizar un Gockenspiel en solamente 2 Canciones "Signs" y "Talons", Y en "Ares" utiliza un instrumento que figura ser una Tarola Rectangular de Batería Eléctrica.
Gordon junto a Kele componen canciones para sus nuevas producciones y ayuda a Russell con la composición instrumental de sus nuevas canciones.
Recientemente, Moakes acaba de confirmar vía Twitter que se retira de la banda y no formará parte en el quinto disco de Bloc Party que actualmente se está preparando. Así se une a Matt Tong quien ya también había dejado la banda algunos meses atrás.

## Proyectos alternos
Gordon Moakes ha trabajado con yourcodenameis:milo en la canción "Wait a Minute" que se encuentra en el álbum Print is Dead Vol. 1. "Wait a Minute" fue lanzada como sencillo en una edición limitada de 7 pulgadas el 4 de Oct. de 2006. Y Gordon se encargó del arte de esta misma edición.
Moakes forma parte de la banda Young Legionnaire en el rol de bajista con Paul Mullen(Guitarrista y Vocalista) de The Automatic y Will Bowerman (Batería).

## Vida personal
Gordon está casado, con una mexicana de nombre: Carmelita Morales, y su matrimonio se llevó a cabo durante el proceso de grabación de A Weekend in the City. Tiene un tatuaje en su brazo izquierdo en forma de corazón y en este mismo brazo tiene una cicatriz. Gordon se considera tímido y tranquilo al igual que sus compañeros de la banda. A Principios de agosto de 2008 Gordon se convirtió en Padre de una hermosa niña cuyo nombre es: Scarlet.

## Equipo
Gordy toca varios Fender Precision Bass y utiliza Amplificadores Ashdown ABM 500 EVO II y un gabinete Ashdown ABM 410T. A veces para festivales Gordon necesita rentar otro equipo y esto lo pone triste, ya que su equipo Ashdown es su preferido porque hace que el sonido se escuche en su cabeza.